# Handwaschpaste

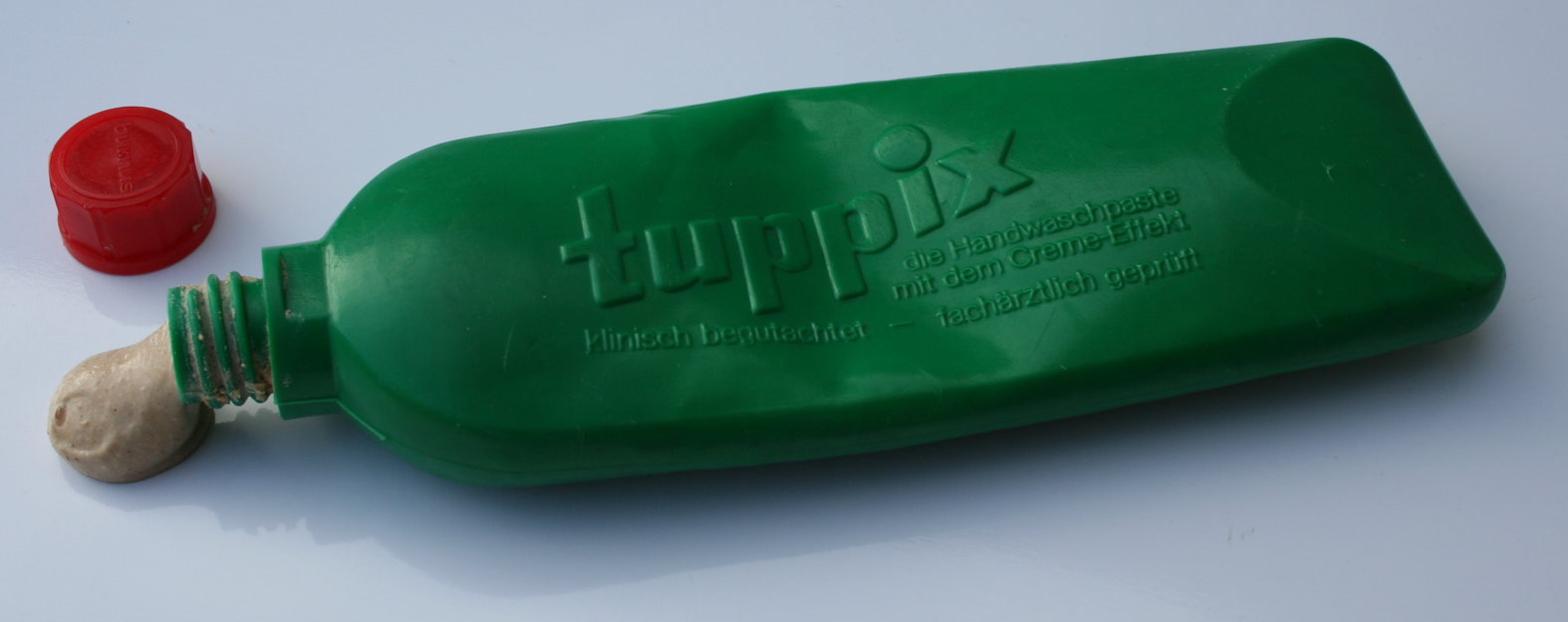
Handwaschpaste in der Tube

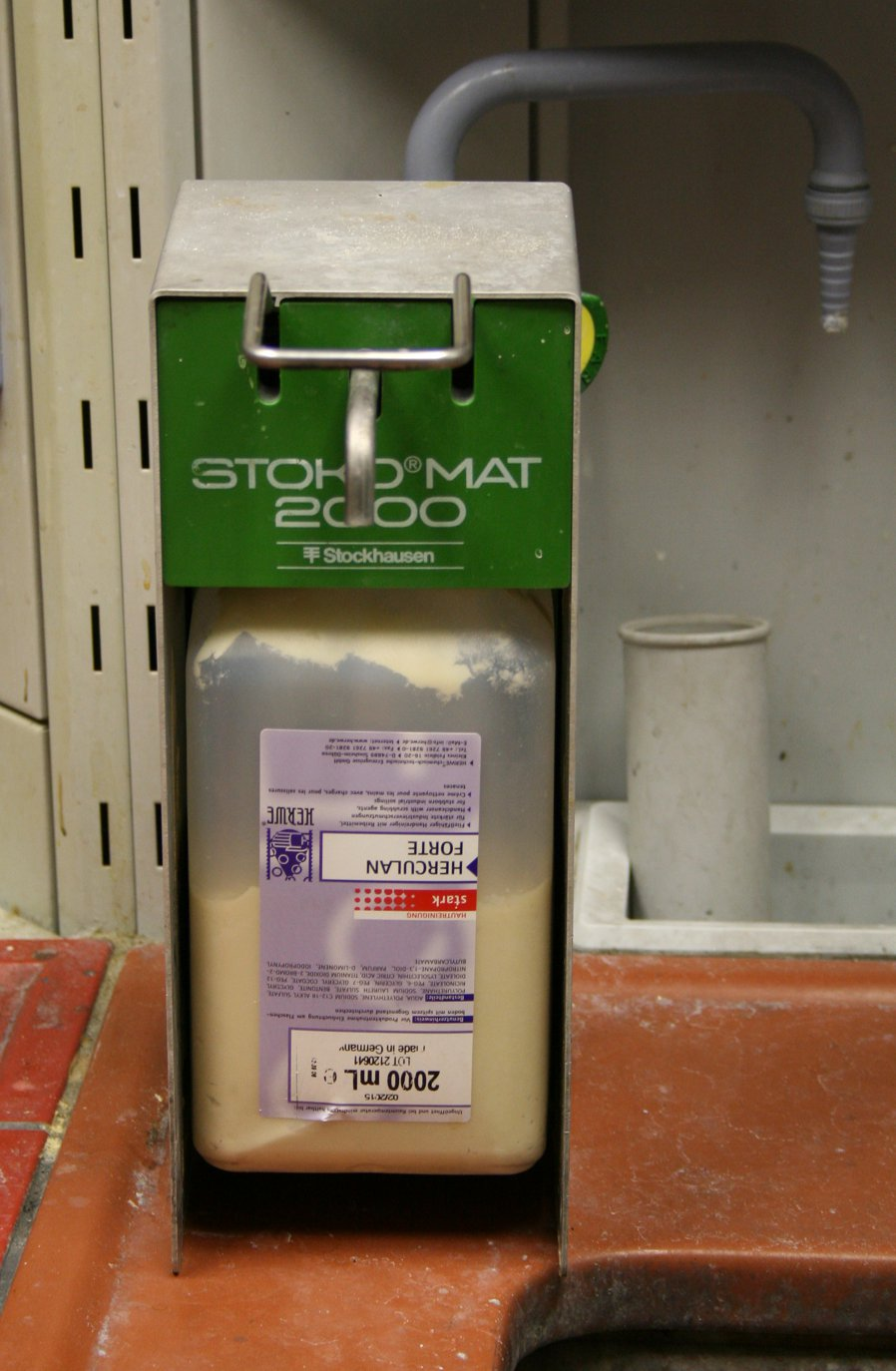
Handwaschpaste im Spender

Handwaschpaste ist eine pastöse Masse zur Handreinigung. Sie wird vor allem in der Industrie zur Reinigung der Hände von groben Verschmutzungen wie Öl, Lacken oder Ruß genutzt. 

## Beschaffenheit
Handwaschpaste besteht aus 
- Tensiden
- Fett
- Holzmehl oder Sand (bei neueren Produkten hautschonende Stoffe wie z. B. Maismehl)
- Duftstoffen, z. B. Zitronenöl[1]

Die Masse enthält zudem Feuchtigkeit und hat einen entsprechenden pH-Wert. Weitere Zusätze sind in den Beipackzetteln verzeichnet. Falls die Feuchtigkeit verdunstet, kann das trockene Produkt nicht verwendet werden. Dies lässt sich durch Zufügen von Wasser wieder beheben.
Statt des hautfreundlich wirkenden Holzmehls wird mitunter auch feiner Sand verwendet, mit dem der Schmutz von der Haut geschliffen wird. Der Sand verleiht der Handwaschpaste farblich und strukturell ihr typisches Aussehen. Deswegen wird Handwaschpaste auch Sandseife genannt.
Neuere Produkte werden mit Maismehl hergestellt. Es wirkt effektiver als Sand und reinigt die Hände darüber hinaus deutlich schonender.
Handwaschpaste ist in Tuben, Dosen und Tiegeln, für den Großverbrauch auch in Spendern und Eimern erhältlich.

## Verwendung
Handwaschpaste dient dazu, besonders hartnäckige Verschmutzungen der Hände möglichst schonend zu entfernen. Normalerweise wird sie in kleiner Menge auf die Hand gegeben und mit etwas Wasser zu einem Brei vermengt. Mit diesem wird die Haut gründlich abgerieben und geschrubbt. Die Paste kann auch auf anderen Hautpartien angewendet werden, allerdings können Handwaschpasten sich reizend auf Schleimhäuten auswirken.
Handwaschpasten sind mittlerweile zusätzlich noch mit pflegenden Wirkstoffen versetzt. Dadurch werden die Hände schonend gereinigt und es ist keine zusätzliche Pflege nach dem Waschen mehr nötig.